# Bukkigau

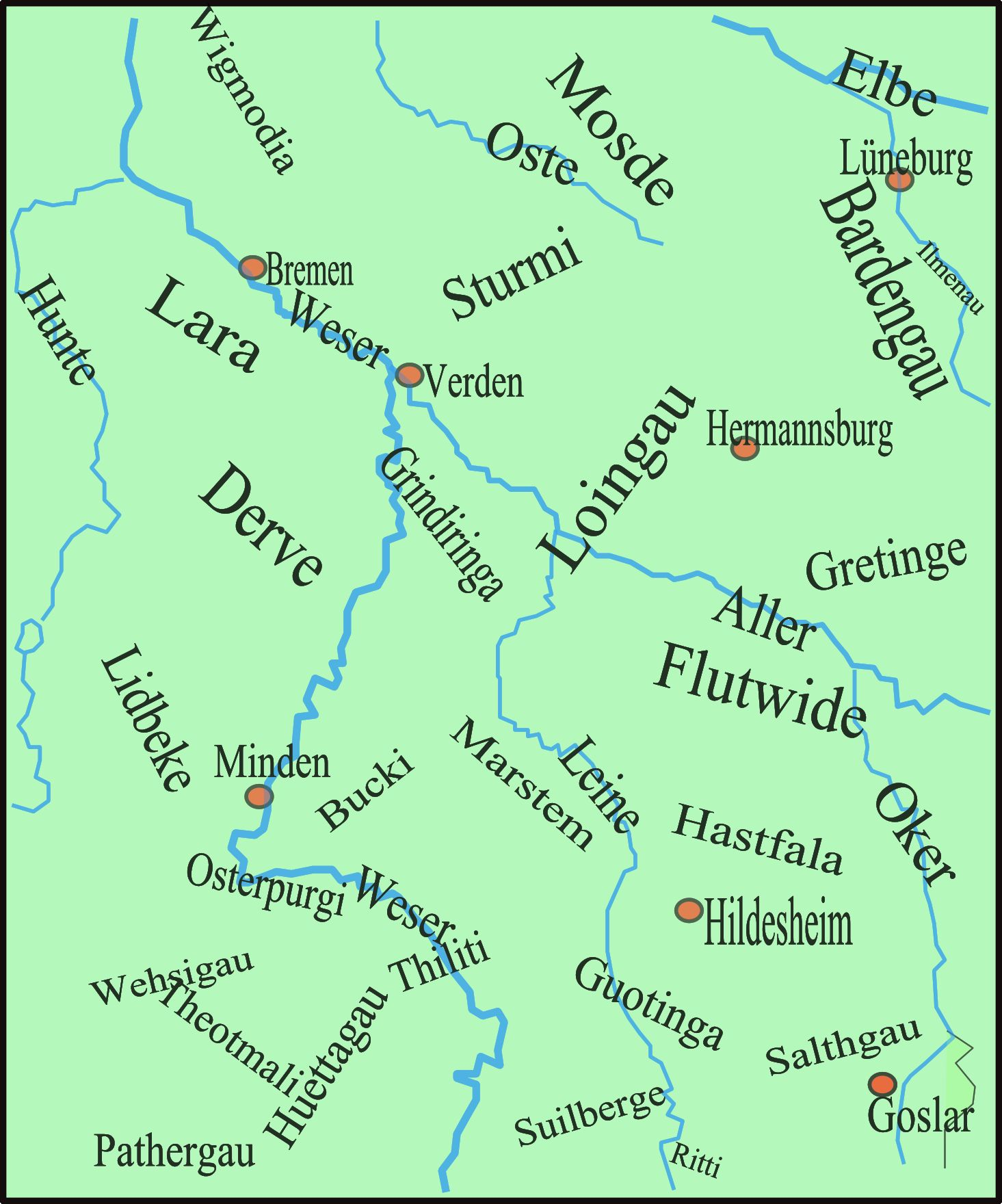
Der Bukkigau („Bucki“) und die umgebenden Gaue im Stammesherzogtum Sachsen um 1000

Der Bukkigau war im Mittelalter eine sächsische Gaugrafschaft und lag überwiegend im heutigen Landkreis Schaumburg in Niedersachsen.
Er umfasste die heutigen Orte Minden, Stadthagen, Bückeburg, Bad Nenndorf. Abgegrenzt wurde er vom Wiehengebirge, Deister und Süntel. Er war umgeben von den Gauen Osterburg, Tilithi, Marstem, Dervegau und Lidbekegau. Zur Zeit der Sachsen war Apelern Gerichts- und Thingstätte. Die Gaugrafen residierten auf der Alten Bückeburg in Obernkirchen, die nach 1180 verfallen ist.